# Monte Negro (Brazilië)
Monte Negro is een gemeente in de Braziliaanse deelstaat Rondônia. De gemeente telt 12.708 inwoners (schatting 2009).